# Шерман (округ Шебойган, Вісконсин)
Шерман (англ. Sherman) — місто (англ. town) в США, в окрузі Шебойґан штату Вісконсин. Населення — 1452 особи (2020).

## Демографія
Згідно з переписом 2010 року, у місті мешкало 1505 осіб у 566 домогосподарствах у складі 452 родин. Було 597 помешкань
Расовий склад населення:
| - 96,9 % — білих - 0,5 % — азіатів - 0,3 % — чорних або афроамериканців - 0,1 % — вихідців з тихоокеанських островів - 0,1 % — корінних американців - 1,9 % — осіб інших рас |

До двох чи більше рас належало 0,3 %. Частка іспаномовних становила 2,7 % від усіх жителів.
За віковим діапазоном населення розподілялося таким чином: 22,6 % — особи молодші 18 років, 63,9 % — особи у віці 18—64 років, 13,5 % — особи у віці 65 років та старші. Медіана віку мешканця становила 43,1 року. На 100 осіб жіночої статі у місті припадало 103,1 чоловіків;  на 100 жінок у віці від 18 років та старших — 111,1 чоловіків також старших 18 років.
Середній дохід на одне домашнє господарство  становив 84 391 долар США (медіана — 70 417), а середній дохід на одну сім'ю — 91 456 доларів (медіана — 77 054). Медіана доходів становила 51 591 долар для чоловіків та 39 922 долари для жінок. За межею бідності перебувало 3,7 % осіб, у тому числі 6,8 % дітей у віці до 18 років та 2,8 % осіб у віці 65 років та старших.
Цивільне працевлаштоване населення становило 753 особи. Основні галузі зайнятості: виробництво — 37,1 %, освіта, охорона здоров'я та соціальна допомога — 13,9 %, роздрібна торгівля — 8,9 %, будівництво — 7,4 %.